# Plakothira parviflora
Plakothira parviflora är en brännreveväxtart som beskrevs av Jacques Florence. Plakothira parviflora ingår i släktet Plakothira och familjen brännreveväxter. Inga underarter finns listade i Catalogue of Life.